# Khujirt
Khujirt (tiếng Mông Cổ: Хужирт) là một sum của tỉnh Övörkhangai tại miền trung Mông Cổ. Vào năm 2008, dân số của sum là 6.649 người.

## Địa lý
Sum có diện tích khoảng 1.700 km² và nằm ở độ cao khoảng 1.600 m so với mực nước biển. Ngọn núi cao nhất trên địa bàn là Shunkhlai. Những dòng sông chảy qua khu vực này là sông Orkhon, sông Khujirt và sông Teel, và có các hồ nước Olon Burd, Khar Burd và Boorog. Có một khu nghỉ dưỡng mang tên Khujirt, bên trong có những suối khoáng nóng.

### Khí hậu
Khujirt có khí hậu cận Bắc Cực (Phân loại khí hậu Köppen Dwc) với mùa hè ôn hòa và mùa đông lạnh giá. Hầu hết lượng mưa rơi vào mùa hè, với một lượng tuyết vào các tháng liền kề của tháng Năm và tháng Chín. Mùa đông rất khô.
| Dữ liệu khí hậu của Khujirt              | Dữ liệu khí hậu của Khujirt | Dữ liệu khí hậu của Khujirt | Dữ liệu khí hậu của Khujirt | Dữ liệu khí hậu của Khujirt | Dữ liệu khí hậu của Khujirt | Dữ liệu khí hậu của Khujirt | Dữ liệu khí hậu của Khujirt | Dữ liệu khí hậu của Khujirt | Dữ liệu khí hậu của Khujirt | Dữ liệu khí hậu của Khujirt | Dữ liệu khí hậu của Khujirt | Dữ liệu khí hậu của Khujirt | Dữ liệu khí hậu của Khujirt |
| Tháng                                    | 1                           | 2                           | 3                           | 4                           | 5                           | 6                           | 7                           | 8                           | 9                           | 10                          | 11                          | 12                          | Năm                         |
| ---------------------------------------- | --------------------------- | --------------------------- | --------------------------- | --------------------------- | --------------------------- | --------------------------- | --------------------------- | --------------------------- | --------------------------- | --------------------------- | --------------------------- | --------------------------- | --------------------------- |
| Cao kỉ lục °C (°F)                       | 6.0 (42.8)                  | 11.0 (51.8)                 | 18.0 (64.4)                 | 25.9 (78.6)                 | 28.0 (82.4)                 | 32.0 (89.6)                 | 31.7 (89.1)                 | 32.3 (90.1)                 | 26.7 (80.1)                 | 23.6 (74.5)                 | 15.1 (59.2)                 | 11.7 (53.1)                 | 32.3 (90.1)                 |
| Trung bình ngày tối đa °C (°F)           | −12.6 (9.3)                 | −8.8 (16.2)                 | −0.1 (31.8)                 | 8.7 (47.7)                  | 16.4 (61.5)                 | 20.6 (69.1)                 | 21.3 (70.3)                 | 20.0 (68.0)                 | 15.4 (59.7)                 | 8.2 (46.8)                  | −2.5 (27.5)                 | −10.5 (13.1)                | 6.3 (43.4)                  |
| Trung bình ngày °C (°F)                  | −20.8 (−5.4)                | −17.9 (−0.2)                | −8.5 (16.7)                 | 0.4 (32.7)                  | 8.1 (46.6)                  | 13.0 (55.4)                 | 14.5 (58.1)                 | 12.8 (55.0)                 | 6.9 (44.4)                  | −0.7 (30.7)                 | −10.8 (12.6)                | −18.5 (−1.3)                | −1.8 (28.8)                 |
| Tối thiểu trung bình ngày °C (°F)        | −27.7 (−17.9)               | −25.8 (−14.4)               | −16.7 (1.9)                 | −6.8 (19.8)                 | 0.2 (32.4)                  | 5.4 (41.7)                  | 8.0 (46.4)                  | 6.3 (43.3)                  | −0.4 (31.3)                 | −7.3 (18.9)                 | −18.1 (−0.6)                | −24.9 (−12.8)               | −9.0 (15.8)                 |
| Thấp kỉ lục °C (°F)                      | −41.3 (−42.3)               | −40.2 (−40.4)               | −35.8 (−32.4)               | −24.3 (−11.7)               | −12.8 (9.0)                 | −5.1 (22.8)                 | −1.6 (29.1)                 | −4.5 (23.9)                 | −16.7 (1.9)                 | −26.0 (−14.8)               | −36 (−33)                   | −41.8 (−43.2)               | −41.8 (−43.2)               |
| Lượng Giáng thủy trung bình mm (inches)  | 1.1 (0.04)                  | 1.8 (0.07)                  | 3.7 (0.15)                  | 9.6 (0.38)                  | 23.7 (0.93)                 | 53.8 (2.12)                 | 60.4 (2.38)                 | 64.7 (2.55)                 | 25.0 (0.98)                 | 9.0 (0.35)                  | 3.3 (0.13)                  | 2.0 (0.08)                  | 258.1 (10.16)               |
| Số ngày giáng thủy trung bình (≥ 1.0 mm) | 0.2                         | 0.5                         | 1.3                         | 3.2                         | 4.8                         | 8.8                         | 12.1                        | 11.2                        | 5.1                         | 2.1                         | 1.1                         | 0.7                         | 51.1                        |
| Số giờ nắng trung bình tháng             | 196.4                       | 210.7                       | 261.5                       | 252.9                       | 283.0                       | 272.8                       | 260.2                       | 250.0                       | 250.3                       | 238.5                       | 196.0                       | 176.3                       | 2.848,6                     |
| Nguồn: NOAA (1961-1990)                  |                             |                             |                             |                             |                             |                             |                             |                             |                             |                             |                             |                             |                             |

## Giao thông
Sum có sân bay Khujirt, có một đường bay phủ cỏ. Hiện tại chưa có chuyến bay nào theo lịch trình tại sân bay này.

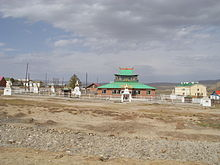
Tu viện Gandan Norovlin

## Tôn giáo
Sum có một tu viện Phật giáo Tây Tạng tên là Gandan Norovlin, được hoàn thành từ thế kỷ 19.